# 密毛风毛菊
密毛风毛菊（学名：Saussurea graminifolia）是菊科风毛菊属的植物。分布在印度、尼泊尔、克什米尔以及中国大陆的西藏等地，生长于海拔4,500米至4,600米的地区，常生长在山坡草地上及砾石滩边缘草地上，目前尚未由人工引种栽培。